# 沙地武裝干涉也門
沙特武裝干涉也門是指2015年3月25日起，以沙烏地阿拉伯為首的阿拉伯国家針對也门的干预行动。此次阿拉伯國家的聯合，是因為胡塞武装组织的攻勢已經推進到了臨時首都亞丁；在國際承認的也门阿卜杜拉布·曼蘇爾·哈迪政府請求下，海湾阿拉伯国家合作委员会決定出兵，開始對也門進行干預。

## 背景
胡塞武装组织，隸屬於什叶派的分支宰德派，其被指控在伊朗支持下，採取了一系列的激進運動，在2014至2015年間奪取了葉門政府的控制權。沙烏地阿拉伯與其他國家指責此次政變違憲。直到原首都萨那被佔領後的2015年3月25日，哈迪逃至南方的港口都市亞丁，并以此為臨時首都；但胡塞已迅速集結軍力，逼近至亞丁，宣布關閉港口。
在葉門南部戰事期間，沙烏地阿拉伯便已開始在與葉門的邊境上部署士兵。胡塞的指揮官回應時誇稱，他的部隊將擊退任何來自沙烏地阿拉伯的侵略，並且將一直打到佔領該國首都利雅德為止。
葉門外交部里亞德·亞辛（Riad Yassin），於3月25日向阿拉伯国家联盟正式提出了軍事援助的請求，並證實了哈迪已經逃到臨時首都亞丁。一位阿拉伯联合酋长国官員向記者表達了海灣阿拉伯國家對於伊朗（沙特阿拉伯的在該區域的競爭對手）透過胡塞來擴大自身影響力的「關注」。
3月26日，沙烏地阿拉伯的國營電視台「新聞頻道」（Al Ekhbariya）報導稱，哈迪已經到達了利雅德的一處空軍基地，並會見了沙烏地阿拉伯的國防大臣穆罕默德·本·萨勒曼，但沒有說明他是如何由亞丁抵達利雅德。
该行动现已经历两个阶段：
- 果斷風暴行動（阿拉伯语：عملية عاصفة الحزم），是指2015年3月25日到4月21日，以沙烏地阿拉伯為首的阿拉伯聯軍針對也门的軍事干預行動[16]。
- 恢复希望行动（阿拉伯语：عملية إعادة الأمل），是指2015年4月22日起，以沙烏地阿拉伯為首的阿拉伯各国針對也门的反恐、推动也门问题政治解决进程的行动。

## 果斷風暴行動

### 空襲
海合會（除阿曼外）發表了一份聯合聲明。聲明稱，他們決定呼應哈迪政府的請求，對胡塞控制的葉門進行干預。
以沙烏地阿拉伯為首的聯軍，宣布葉門領空為禁飛區，國王萨勒曼·本·阿卜杜勒-阿齐兹·阿勒沙特稱，沙烏地阿拉伯皇家空軍將會完全控制該區域。沙國電視台報導稱，第一輪的空襲目標是位於萨那的空軍基地，並摧毀了葉門的防空系統。另據沙國官員說法，空襲也炸毀了部分停在地面上的戰鬥機。
馬西拉電視（Al-Masirah TV）報導稱，空襲擊中了胡塞控制的萨那北部的一處住宅區，造成包括兒童在內的數十人傷亡。而伊朗的Press TV與Al-Alam News Network兩家電視台除了引用報導外，並稱死者全是兒童。
3月26日，沙烏地阿拉伯空襲了阿納德空軍基地（Al Anad Air Base）。該基地位於拉赫季省，原為美國在葉門訓練特種作戰部隊的所在，空襲稍早前才被胡塞的叛軍佔領。其他目標據報導稱，還包括了在萨那的導彈基地，以及被胡塞控制的基地油庫。
在塔伊茲與萨达省首府萨达被空襲之後的隔夜，數千名支持胡塞武装的群眾在萨那街頭進行了示威遊行，抗議此項軍事干預行動；而前總統阿里·阿卜杜拉·萨利赫也發言譴責。

### 強度
根據阿拉伯卫星电视台報導稱，沙烏地阿拉伯派出了100架戰機和150,000名士兵在此次於葉門的軍事行動。而路透社報導，埃及、摩洛哥、約旦、蘇丹等國已經先後派出戰機，阿拉伯联合酋长国、科威特、卡塔尔和巴林也有部分參與；另外，埃及、蘇丹與約旦已決定派遣士兵投入地面作戰。
科威特派出了三個中隊的F/A-18大黃蜂戰鬥機，參與此次沙烏地阿拉伯主導的對葉門攻勢。阿拉伯联合酋长国派出了30架，科威特與巴林各15，卡塔尔10，約旦，摩洛哥和蘇丹各6架。
沙特媒体将军事干预计划描述成分为六个阶段的长期冲突。前三个阶段的工作在空袭之前已经通过情报侦察完成，包括确定政治重心、行动重心和战术重心，军事指挥和武器库重心，消除敌人的“电子行动能力”等等。当第三阶段——“空军完全控制作战局面”得到实现后，将开始以哈迪总统的部队和联军地面部队为主角的第四阶段。第五阶段是在15天至30天内在也门大量部署联军军队，其中部分军队将一直保留下来协助哈迪总统完成第六阶段——重建也门政府。

### 海軍
伊朗海军第33舰队（由“沙希迪·纳格迪”号驱逐舰和“阿巴斯港”号供应舰组成，司令艾哈迈迪·凯尔曼沙希准将）在2月底离开阿巴斯港前往亚丁湾，以保护伊朗货船和油轮免遭海盗袭击。
4艘埃及海軍艦艇穿過苏伊士运河，開始航向亞丁灣，預計於3月26日抵達紅海。
聯軍已警告任何船隻未經允許，勿接近葉門港口。途中和伊朗海军发生对峙。伊朗海军退往印度的科钦港。

## 恢复希望行动
2015年4月21日，沙特阿拉伯国防部发表一份声明称，沙特阿拉伯等国对胡塞武装发起的“果断风暴”行动，已达成既定目标，包括摧毁了胡塞武装全部重型武器，消除了胡塞武装对沙特阿拉伯及其邻国的威胁，下一阶段沙特阿拉伯将启动代号为“恢复希望”的行动，目标为反恐、协助撤离在也门的外国侨民、加大对也门民众的医疗援助等等。4月21日晚些时候，沙特军方发言人召开新闻发布会，宣布“恢复希望”行动将在4月22日启动，重点为反恐、推动也门问题的政治解决进程等，同时以沙特阿拉伯为首的多国军队将继续用政治、外交、军事手段遏制胡塞武装在也门的行动。
沙特军方没有公布“果断风暴”行动造成的死伤人数。据也门当局统计，持续20余日的空袭至少造成大约700人丧生，3000余人受伤。4月21日沙特阿拉伯宣布停止空袭之际，沙特阿拉伯仍然轰炸了也门南部及首都萨那郊区的胡塞武装目标，造成至少20余名平民丧生。
此后，沙特领导的阿拉伯联军并未终止空袭也门。就在沙特宣布停止空袭几小时后，沙特领导的联军对也门第三大城市塔伊兹的胡塞武装进行了新空袭，并控制了胡塞武装的一个重要总部。
4月28日，沙特领导的国际联合阵线多架战机空袭并炸毁了萨那机场的残存跑道，联合阵线发言人艾哈迈德·阿塞里说，一架伊朗飞机拒绝接受协调，无视联合阵线要求其返航的命令，联合阵线遂炸毁萨那机场跑道，阻止伊朗飞机降落。伊朗伊斯兰共和国通讯社证实了该消息，表示伊朗飞行员无视联合阵线警告，是因为沙特战机发出的警告“不合法”。
据5月8日的报道，根据也门政府统计，截至当前，也门南部地区的战事及空袭已造成超过1200人死亡、3000余人受伤，数十万人流离失所。联合国方面此前表示，也门已出现严重的人道主义危机。
5月8日，沙特阿拉伯外交大臣阿德尔·朱拜尔声明，沙特阿拉伯提议各方自5月12日起停火5天。在这5天人道主义停战期间，沙特阿拉伯及其联盟伙伴将不会对也门境内空袭。5月10日，也门胡塞武装发表声明，接受沙特的提出的停火倡议。同日，也门前总统萨利赫领导的全国人民大会党也发表声明，宣布接受沙特的停火倡议。停火期间，沙特为首的联军中止了空袭，但双方在地面仍然发生了零星的交火。停火期间，联合国特使阿赫迈德在利雅得的也门危机特别会议上呼吁双方至少将停火延长5天。400名也门代表出席了会议，但是胡塞武装抵制会议。当地时间17日晚，停火协议到期，沙特恢复空袭。

## 国际反应
- 阿拉伯国家联盟：果斷風暴行動期间，阿盟对空袭行动表示完全支持。
- 伊朗：果斷風暴行動期间，伊朗要求沙烏地带头的阿拉伯国家联盟立刻停止对也门胡塞武装采取的军事行动，伊朗外交部形容这些国家对胡塞武装的军事目标发动的空袭是侵略行为，并说这一危险行动只能使也门危机进一步恶化。
- 土耳其：果斷風暴行動期间，土耳其表示支持行动，土耳其外交部發表聲明說，沙烏地阿拉伯在行動前即知會土耳其。土耳其政府相信，這項作戰行動可恢復葉門的合法國家權力，防止內戰爆發。[47]
- 美国：果斷風暴行動期间，华盛顿方面表示希望通过谈判解决这场危机，但是对于沙烏地的关注以及因此采取军事行动表示理解。
- 欧洲联盟：果斷風暴行動期间，欧盟外交政策负责人莫盖里尼警告说，在这一地区，军事行动不能解决问题。[48]
- 俄羅斯：果斷風暴行動期间，俄罗斯呼吁沙烏地在也门立即停止军事活动，加大努力寻找和平解决也门危机的途径。
- 黎巴嫩：2021年10月，黎巴嫩新聞部長批評沙特领导的干预也门行动中出現的襲擊也門民眾的行為是「荒謬」。沙特認為，有關言論是針對沙特的冒犯性言論並宣布召回駐黎巴嫩大使，同時要求黎巴嫩駐沙特大使在48小時內離境。[49]

## 战争罪行
2016年10月8日，沙特领导的联军对萨那一间正在举行丧礼的社区中心展开空袭行动。事件造成至少155人死亡，另有超过520人受伤，死伤者中大部分是平民，包括儿童。根据在现场所收集的证据，空袭所用的武器是美制GBU-12镭射制导炸弹，是一种精确制导武器。
人权观察指出此明显為战争罪行，呼吁国际社会对事件展开调查。同时，人权观察敦促美国、英国和其他国家立即停止对沙特军售，國際特赦組織2015年12月時，批評他們並未顧及該國過往的人權紀錄嚴重不佳，是「將武器賣給槍口對準平民的政府」，形同傷害平民的幫兇。沙特联军承诺将寻求美国的协助展开调查。根据过往的记录，每当类似悲剧发生时，沙特联军都承诺将展开调查，不过最后都不了了之。
除此以外，沙特也曾经滥用其在人权理事会的权力阻止调查工作。因此，人权观察认为事件应该交由人权高专办负责调查才有公信力。调查结果是联军投下的炸彈，但辯稱也门的空军获得也门陸军提供的错误情报，未经联军总部批准自行空袭。
2018年8月，一場空襲中沙特使用美國製Mk82激光導引炸彈炸中一輛校車，40名幼童血肉模糊下死亡。2018年8月底美聯社訊息联合国提交首份也门内战报告，认为也门、阿联酋、沙特可能犯下战争罪。
2019年8月28日和29日，阿联酋在也门南部发动了特定空袭，造成数十人死伤，哈迪领导的也门政府要求阿联酋脱离联盟并冻结与其的外交关系。